# Synagoga chasydów z Kromołowa w Częstochowie
Synagoga chasydów z Kromołowa w Częstochowie – synagoga znajdująca się w Częstochowie przy ulicy Warszawskiej 22.
Synagoga została założona pod koniec XIX lub na początku XX wieku przez chasydów z Kromołowa, zwolenników cadyków Krimolowskich.
Do sławnych osób, którzy uczęszczali do synagogi, można zaliczyć rabina Zwi Hirsza Kieimana, rabina Fiszela Weidenfelda, który prowadził modlitwy, trębacza i rzezaka Szlomę Złotnika, Izraela Częstochowskiego, Meira Bera i Izraela Garmo oraz Meira Bera Kartuza.
Nabożeństwa w synagodze odprawiane były na sposób ustalony przez rabinów Krimolowskich. Minjan potocznie zwano krakowskim. Podczas II wojny światowej hitlerowcy zdewastowali synagogę.